# エックスワン
株式会社エックスワン（シンボルマーク：x1）は、番組制作会社を統括する持株会社。
元ダイエーグループの同名MLM企業とは全く関係ない。

## 概要
バラエティ番組を中心に大阪、東京で幅広く活躍している。特に大阪では上沼恵美子、やしきたかじんなど大物司会者の番組を一手に手掛けている。
かつて取締役の一人であった、やしきたかじん（登記上は本名の家鋪隆仁）は在京キー局及び朝日放送との仕事を過去の経緯から嫌っているが、経営上の方針であるからか、彼個人の事を経営面に持ち込む様な事はしないのが特徴。在京キー局関連の番組制作に関しては、たかじん自身も口を出すようなことをしていないため、問題なく行っている。

### 会社名の由来
たかじんによると、エックスワンという名前は会社設立時に、離婚歴のあるいわゆるバツイチの人が多いからということで、上記のx1の表記で本当に「バツイチ」と命名しようとしたが、縁起が悪いということで、「エックスワン」となったという。たかじんは会社設立時点で、2度の離婚歴のあるいわゆるバツ2であり、3人目の妻と結婚してから、2014年に故人となっている。

### 持株会社制について
元々は、テレビ番組企画制作会社として活動していたが、業務効率化のため各グループ会社との機能を統合・再編することとなり、持株会社制により2008年2月25日に各関連会社が設立され、同年3月1日に業務を開始した。

## 役員
- 代表取締役 : 肥爪道夫（前 取締役会長→）
- 取締役 : 長谷川豊、松尾義史、橘庸介

### 元役員
- 代表取締役 : 中山利郎
- 取締役 : 清田訓由
- 監査役 : 酒井直子

## 関連会社
- 株式会社レジスタエックスワン
- 株式会社ＳＵＮＦＬＡＰＸ１
- 株式会社テックウェブ
- 株式会社ＢＡＯＢＡＢ
- 株式会社ホリスティック

## 関連人物
- やしきたかじん
- 上沼恵美子
- 高橋章良